# Manuel Faißt
Manuel Faißt (* 11. Januar 1993 in Furtwangen im Schwarzwald) ist ein deutscher Nordischer Kombinierer. 2013 wurde er dreifacher Junioren-Weltmeister und 2022 Vierter bei den Olympischen Spielen in Peking.

## Werdegang
Manuel Faißt lebt in Freiburg und ist Mitglied des Skivereins SV Baiersbronn. Er besuchte das Skiinternat Furtwangen.
Im Continental Cup startete Faißt erstmals am 10. Januar 2009 in Klingenthal, wo er den 25. Platz belegte. Bei zwölf Starts erreichte er zehn Mal die Punkteränge und war fünf Mal unter den Top 10. Beim European Youth Olympic Festival in Szczyrk gewann er Gold im Sprint und mit der Mannschaft.
Im folgenden Winter 2009/10 waren zwei fünfte Plätze am 5. Dezember 2010 in Steamboat Springs und am 16. Januar 2011 in Klingenthal seine besten Platzierungen. Außerdem debütierte er am 5. Dezember 2009 mit einem 49. Platz im Weltcup. Auch 2010/11 wurde er im Continental Cup eingesetzt, im Weltcup startete er nur beim Wettkampf in Schonach.
Faißt nahm am Sommer-Grand Prix 2011 teil, wo er auf Platzierungen zwischen Rang 11 und 24 kam. Am 26. November 2011 holte er als 30. seinen ersten Weltcuppunkt. Seine besten Ergebnisse erzielte er in diesem Winter am 10. und 11. Dezember 2011 mit den Plätzen 7 und 18. Bei den Juniorenweltmeisterschaften 2012 in Erzurum im Februar 2012 gewann er im Gundersen-Wettkampf mit 10 km Langlauf Silber hinter Mattia Runggaldier sowie Bronze mit der Mannschaft (zusammen mit Christian Arlt, Tobias Simon und Michael Schuller). In der Gesamtweltcup-Wertung belegte er Platz 35.
Die Saison 2012/13 begann er mit einem 15. Rang am 24. November 2012 in Lillehammer. Weitere gute Platzierungen gelangen ihm am 16. Dezember in Ramsau (15.), am 6. Januar in Schonach (9.) und am 19. Januar in Seefeld (11.). Bei den Juniorenweltmeisterschaften 2013 in Liberec gewann er die Goldmedaillen in beiden Einzel-Wettkämpfen und mit der Mannschaft (zusammen mit Michael Schuller, Jakob Lange und David Welde). Im Weltcup kam er anschließend am 3. Februar für den erkrankten Tino Edelmann in die Mannschaft, die den Staffel-Wettbewerb in Sotschi gewann.
Im Sommer 2013 ging Faißt bei allen Wettbewerben des Grand Prix 2013 an den Start und konnte dabei jedes Mal eine Platzierung unter den besten Zwanzig erreichen. Bei den Deutschen Meisterschaften 2013 in Oberstdorf konnte er seine gute Form bestätigen, indem er Bronze im Einzel gewann sowie gemeinsam mit Fabian Rießle erstmals Deutscher Meister im Teamsprint wurde. Zu Beginn der Weltcup-Saison 2013/14 in Kuusamo verpasste Faißt im Einzel zwar die Punkteränge, wurde aber dennoch für den Teamwettbewerb nominiert, den er gemeinsam mit Björn Kircheisen, Johannes Rydzek und Eric Frenzel auf dem zweiten Platz hinter Norwegen abschloss. Nachdem er zwischendurch im zweitklassigen Continental Cup gestartet war, kehrte Faißt Ende Februar in den Nationalkader zurück. Sein bestes Saisonergebnis erreichte er Anfang März in Trondheim mit einem achten Platz.
Im Winter 2014/15 war Faißt ununterbrochen Teil des Weltcup-Teams, konnte allerdings im Vergleich zum Vorjahr nur einen Weltcup-Punkt mehr gewinnen. Am 31. Januar 2015 wurde er für den Teamsprint in Predazzo nominiert, bei dem er sich gemeinsam mit Rießle im Zielsprint um 0,9 Sekunden geschlagen geben musste und Zweiter hinter den Norwegern Jan Schmid und Jørgen Graabak wurde.
Zum Auftakt des Grand Prix 2015 belegte Faißt in Oberwiesenthal zusammen mit Rießle den dritten Platz im Teamsprint. Auch im restlichen Sommer zeigte Faißt konstant gute Leistungen und beendete den Grand Prix auf dem dreizehnten Rang in der Gesamtwertung. Diese Form konnte er in den Weltcup 2015/16 übertragen, in dem er am 20. Dezember 2015 in Ramsau erstmals das Podium erreichte und schließlich Elfter der Gesamtweltcupwertung wurde.
Im Sommer 2016 belegte Faißt erneut Rang 13 in der Grand-Prix-Gesamtwertung. Bei den Ende Oktober stattfindenden Deutschen Meisterschaften gewann er die Bronzemedaille im Gundersen-Wettkampf sowie seinen zweiten Meistertitel im Teamsprint, erneut mit Fabian Rießle. Am 11. Februar 2017 belegte Faißt den dritten Platz in Sapporo hinter Akito Watabe und Tim Hug. Bei den Nordischen Skiweltmeisterschaften im finnischen Lahti wurde er lediglich für den Gundersen-Wettbewerb von der Normalschanze nominiert und belegte dabei den 17. Platz.
Zu Beginn der Weltcup-Saison 2017/18 hatte Faißt mit Formproblemen zu kämpfen und konnte sich erst im Februar 2018 in den Top 10 platzieren, als er im japanischen Hakuba Dritter wurde. In den folgenden Wochen waren seine Leistungen weiterhin schwankend, sodass er nicht für die Olympischen Winterspiele 2018 nominiert wurde.
Nachdem Faißt im Grand Prix 2018 gemeinsam mit Terence Weber Zweiter beim Teamsprint in Oberwiesenthal wurde, gewann er wenige Wochen später in Hinterzarten seinen dritten Meistertitel im Teamsprint mit Fabian Rießle. Auch im Weltcup 2018/19 war Faißt in Topform und zeigte sich vor allem in den Sprungläufen von seiner besten Seite. Bei den Nordischen Skiweltmeisterschaften in Seefeld belegte er Rang 14 von der Großschanze. Für die restlichen Wettkämpfe wurde er nicht nominiert. Zum Saisonende erzielte Faißt mit einem vierten Platz in Oslo und dem sechsten Rang in Schonach seine besten Saisonresultate. Mit dem zehnten Platz in der Gesamtwertung des Weltcups erreichte er seine bisher beste Weltcup-Gesamtplatzierung.
Bei den Olympischen Winterspielen 2022 in Beijing rückte Faißt nach der Corona-Infektion von Terrence Weber in die deutsche Mannschaft auf. Nach einem starken 4. Platz an der Großschanze konnte er zwei Tage später mit seinen Teamkollegen Julian Schmid, Vinzenz Geiger und Eric Frenzel die Silbermedaille gewinnen. Hier mussten sie sich nur der norwegischen Mannschaft geschlagen geben.

## Auszeichnungen
- 2022: Silbernes Lorbeerblatt[5]

## Erfolge

### Junioren-Weltmeisterschaften
- 2012 Erzurum: Silber Gundersen, Bronze Team
- 2013 Liberec: Gold Sprint, Gold Gundersen, Gold Team

### Weltcupsiege im Team
| Nr. | Datum           | Ort     | Disziplin             |
| --- | --------------- | ------- | --------------------- |
| 1.  | 3. Februar 2013 | Sotschi | Staffel Großschanze 1 |

## Statistik

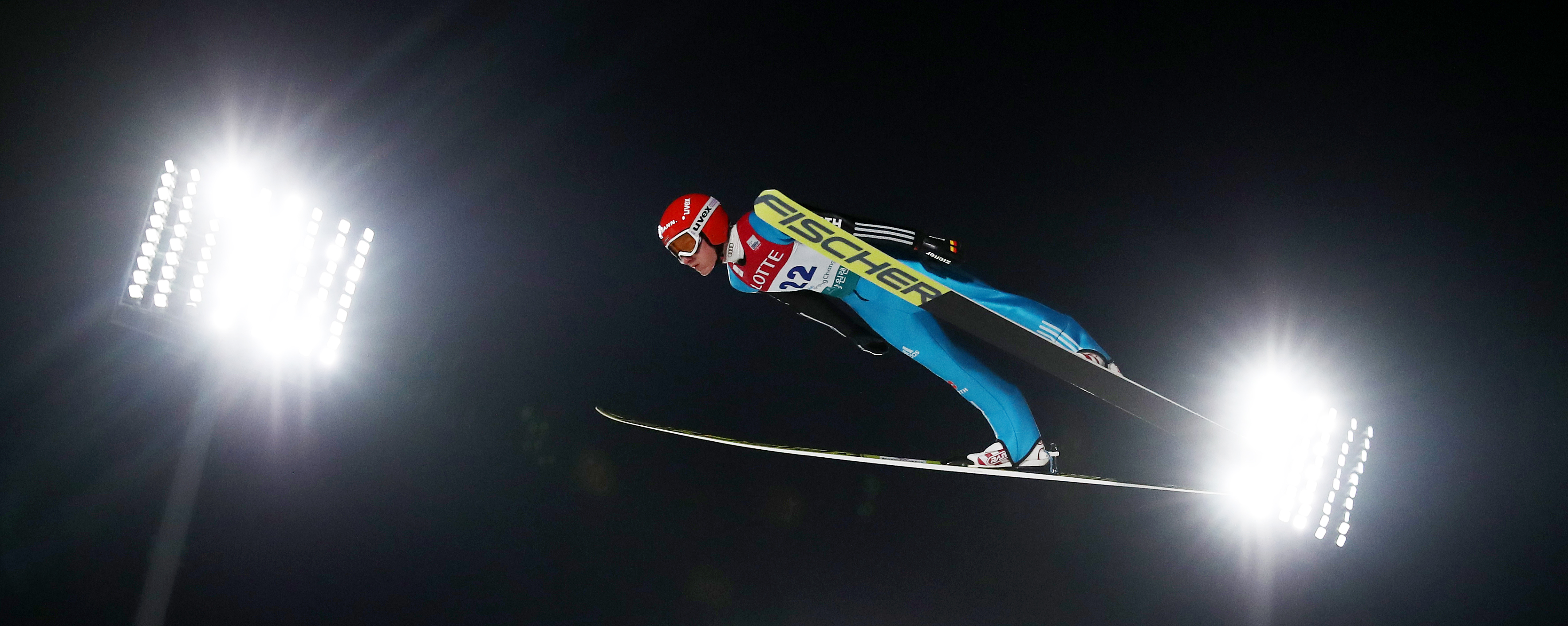
Manuel Faißt beim Weltcup in Pyeongchang am 4. Februar 2017

### Weltcup-Platzierungen
| Saison  | Platz | Punkte |
| ------- | ----- | ------ |
| 2011/12 | 35.   | 076    |
| 2012/13 | 32.   | 118    |
| 2013/14 | 26.   | 149    |
| 2014/15 | 28.   | 150    |
| 2015/16 | 11.   | 422    |
| 2016/17 | 13.   | 389    |
| 2017/18 | 15.   | 388    |
| 2018/19 | 10.   | 485    |
| 2019/20 | 10.   | 418    |
| 2020/21 | 10.   | 425    |
| 2021/22 | 16.   | 409    |
| 2022/23 | 10.   | 548    |
| 2023/24 | 07.   | 946    |

### Platzierungen bei Deutschen Meisterschaften
| 2009 Garmisch             | –   | 07. |
| 2010 Oberhof              | 04. | DNF |
| 2011 Hinterzarten         | 08. | 02. |
| 2012 Klingenthal          | 05. | –   |
| 2013 Oberstdorf           | 03. | 01. |
| 2014 Hinterzarten         | 07. | 02. |
| 2015 Oberstdorf           | 11. | 04. |
| 2016 Oberhof              | 03. | 01. |
| 2017 Klingenthal          | 06. | 03. |
| 2018 Hinterzarten         | 04. | 01. |
| 2019 Johanngeorgenstadt   | 03. | 01. |
| 2020 Oberstdorf           | 04. | 01. |
| 2021 Oberhof              | 04. | 03. |
| 2022 Hinterzarten         | 04. | 02. |
| 2023 Klingenthal          | 05. | –   |
| 2024 Oberhof/Zella-Mehlis | 05. | 02. |

## Familie
Manuel Faißt kommt aus einer Sportlerfamilie. Während sein Vater Klaus selbst die Nordische Kombination betrieb, war seine Mutter Andrea als Fußballerin aktiv. Seine große Schwester Melanie Faißt ist zweifache deutsche Meisterin im Skispringen.